# Madre Giovanna degli Angeli
Madre Giovanna degli Angeli (Matka Joanna od Aniolów) è un film del 1961 diretto da Jerzy Kawalerowicz.
Vincitore del premio speciale della giuria al Festival di Cannes, è uno dei più noti film polacchi dell'epoca, ispirato al "Caso dei diavoli di Loudun" tramite un racconto di Jarosław Iwaszkiewicz.

## Trama
Nel XVII secolo, in un convento sembra essere comparso il demonio. Verrà convocato padre Suryn per esorcizzare le suore impossessate. Con l'aiuto della madre superiora, Madre Giovanna degli Angeli, non riuscirà nel suo intento accettando l'idea di sacrificarsi per liberare le donne.

## Accoglienza

### Critica
«Kawalerowicz disse di essersi ispirato a Dreyer e Bergman... ma dal suo estetizzante miscuglio di sacro e profano sono svaporati i messaggi libertari e antioscurantisti (il racconto era stato scritto durante l'occupazione nazista)» ** 

## Riconoscimenti
- 1961 - Festival di Cannes
  - Premio della giuria